# Tove Søby
Tove Søby   (Copenhaguen, 23 de gener de 1933) és una piragüista d'aigües tranquil·les danesa, ja retirada, que va competir durant la dècada de 1950.
El 1956 va prendre part en els Jocs Olímpics d'Estiu de Melbourne, on guanyà la medalla de bronze en la prova del K-1, 500 metres del programa de piragüisme, rere Ielizaveta Deméntieva i Therese Zenz.
En el seu palmarès també destaca una medalla de bronze al Campionat del Món de piragüisme en aigües tranquil·les de 1954.